# Objetos religiosos de la Antigua Roma

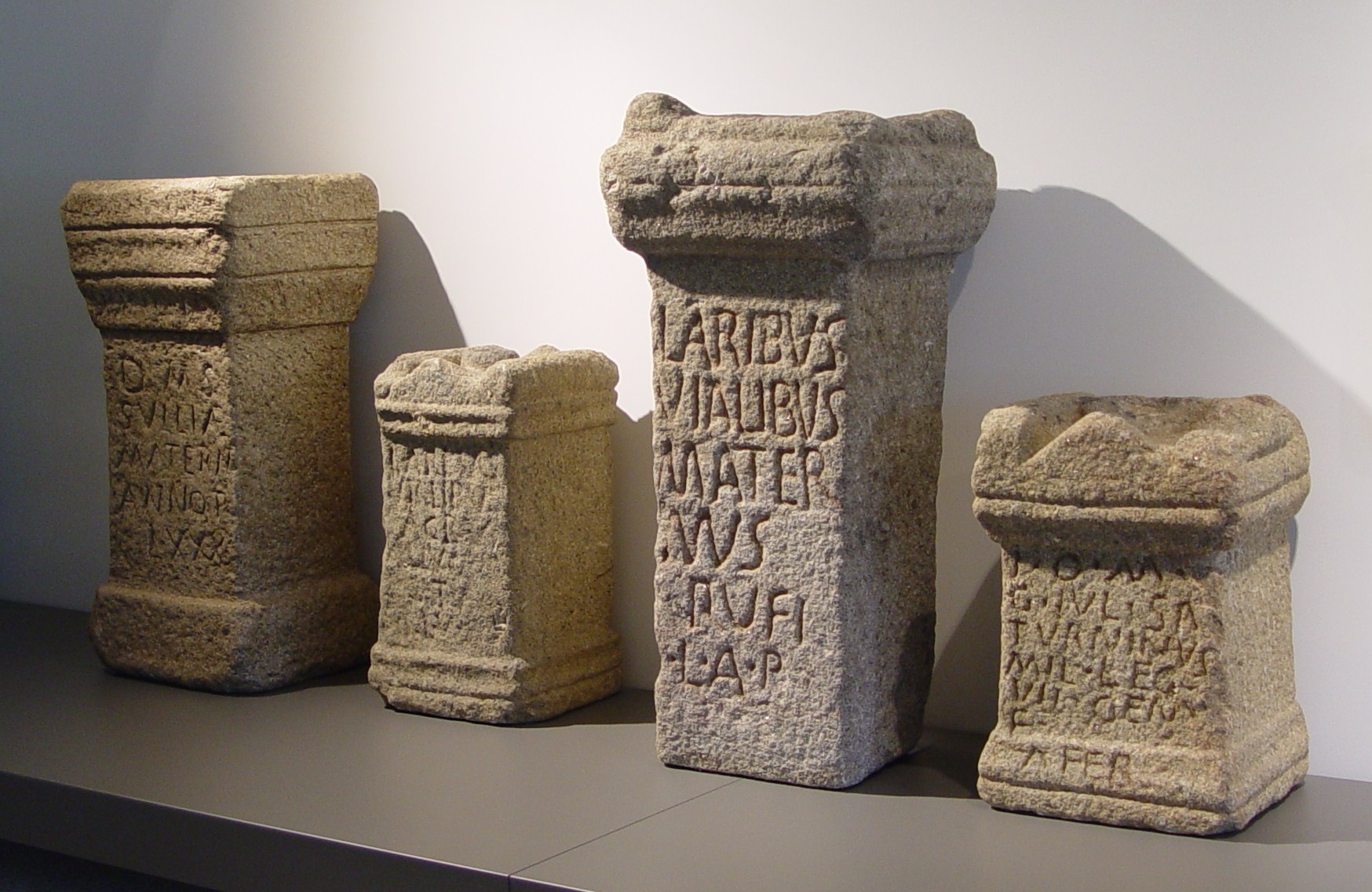
Aras votivas en el museo D. Diogo de Sousa, Braga, Portugal

El mobiliario doméstico relacionado con ceremonias religiosas en las civilizaciones griega y romana, pertenecen al culto pagano, bien del culto público y oficial, o bien del doméstico y privado. Han quedado representados en esculturas y piezas numismáticas. Pueden destacarse: 
- el ara, de piedra y algunas veces, de bronce, que tiene la forma de pedestal o de pequeña y gruesa columna con una excavación, por lo común en la parte superior y casi siempre con relieves e inscripciones votivas en alguna de sus caras
- el altar (de alta ara), lo mismo que la anterior pero de mayores dimensiones y más adornos como dedicada a los dioses mayores
- el altar taurobólico, mayor todavía que los anteriores destinado al sacrificio de toros
- la pátera o gran plato redondo y muy artístico (de metal, vidrio o barro) con asas o sin ellas que se destinaba a recibir la sangre de las víctimas
- la secéspita o cuchillo de forma triangular y ancho para el degüello y la partición de los animales del sacrificio
- la segur (securis) o hacha para sacrificar los toros
- el málleus o mazo para golpear a la víctima
- el trípode o mesita redonda con tres pies altos para la ofrenda de frutos y para servir de ara y como instrumento de adivinación
- el capis, cuenco de bronce o de barro con dos asas para contener el vino en los sacrificios
- el praeferículum, jarra elegante y de metal con un asa para las libaciones
- el símpulum, calderilla con un mango o asa vertical para sacar el vino de los anteriores vasos
- la fiala, copa de poco fondo y provista de dos asas para el mismo objeto
- la hidria o labrum, tinaja para el agua lustral
- el aspergillum, aspersorio de largos crines, sujetos a un mango
- el batillus, pala de metal para quemar en ella incienso y perfumes
- el cochleare, cucharilla de metal para sacar el incienso de la acerra o urna o caja del mismo y echarlo en el thuribulum (incensario) o directamente en el ara

Asimismo, aparecen representados en el reverso de monedas romanas otros objetos religiosos relacionados con la indumentaria, tales como el ápex o ápice, especie de mitra cónica, terminada en punta y adicionada con sus filámina o tiras pendientes, emblema de la dignidad sacerdotal y el lituo o bastón de augur en forma de corto cayado, símbolo de la adivinación que ejercían los sacerdotes. También tienen carácter religioso algunos candelabros, trompetas, flautas dobles y campanillas. Completarían este capítulo de obejetos domésticos de carácter religioso pagano los amuletos o figurillas que a modo de relicarios o de talismanes se llevaban con objeto de preservarse de ciertas desgracias, así como los exvotos.

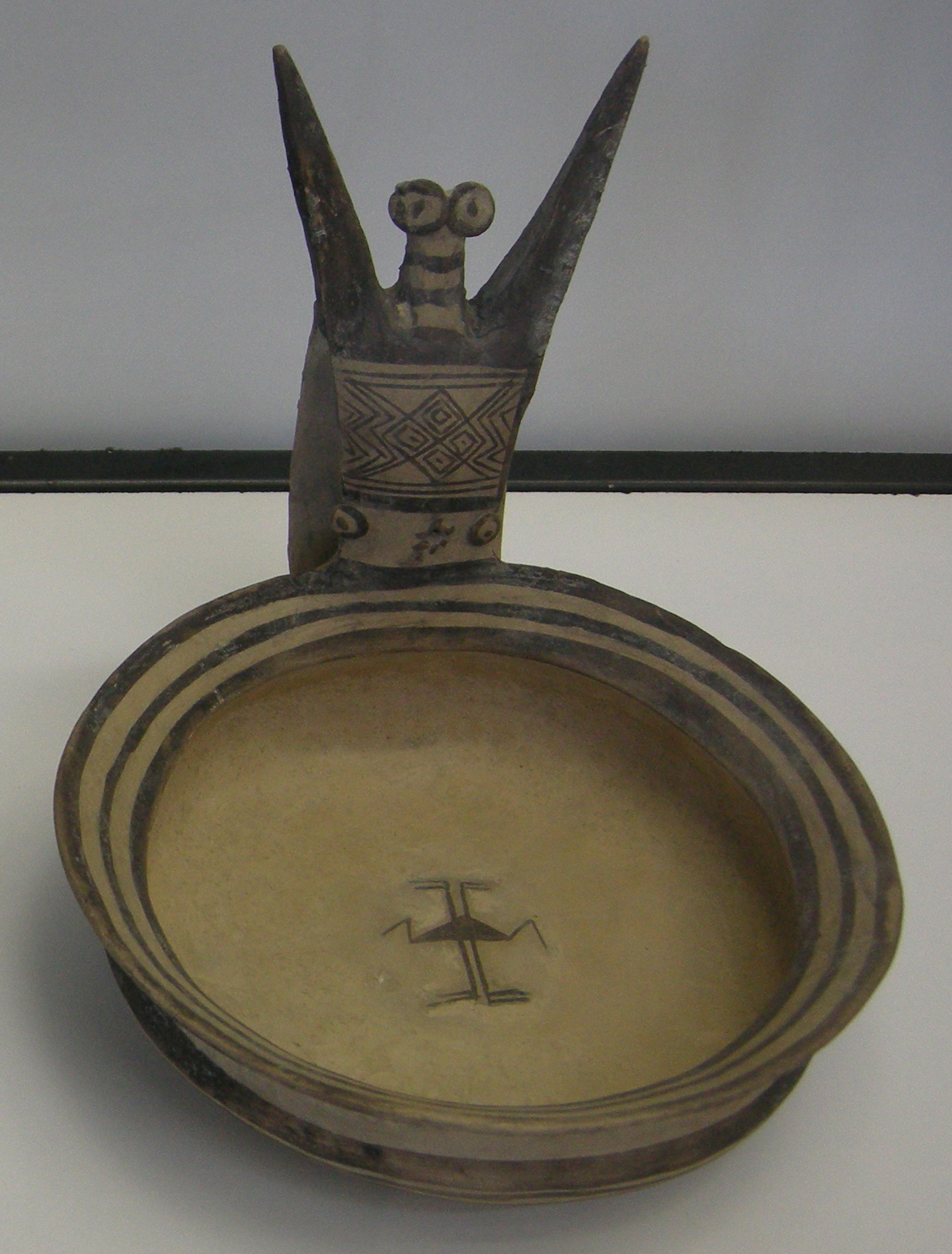
Simpulum de cerámica
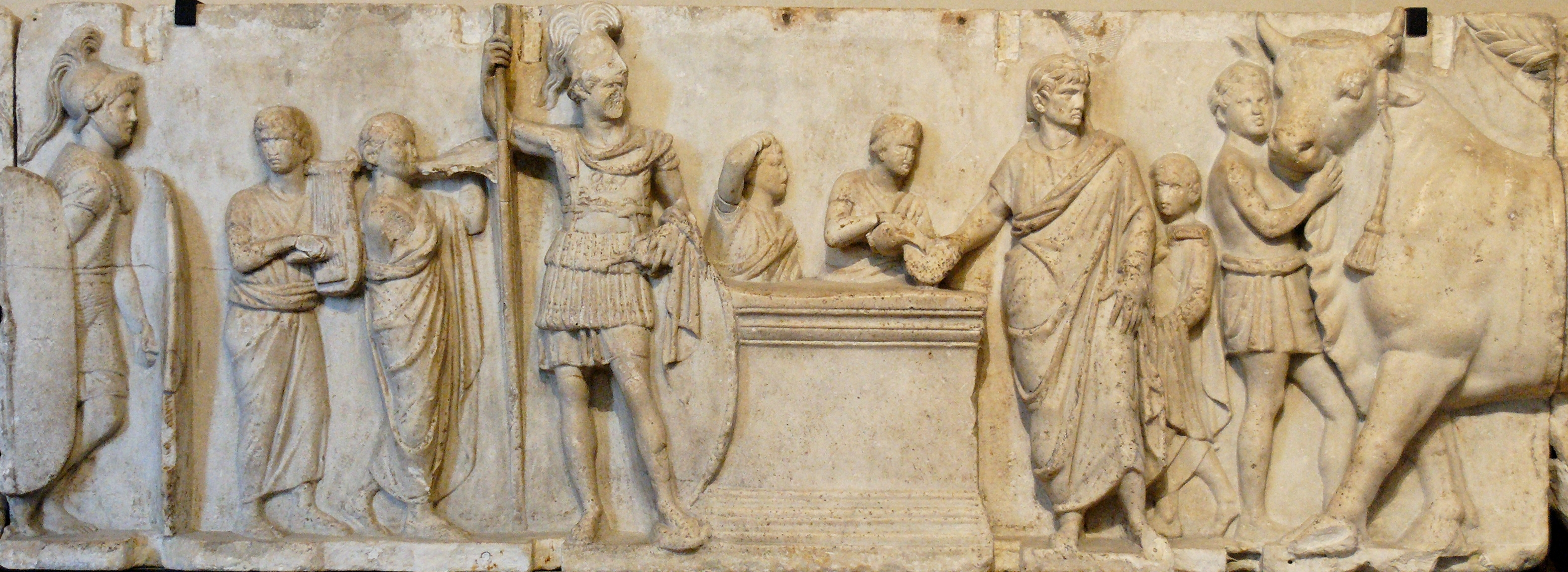
Altar taurobólico, s. II adC.
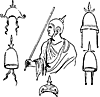
Apex

- Datos: Q6048014